# Crown Mountain (Isla Vancouver)
Crown Mountain, a veces llamado Pico Ellison, es una montaña localizada en el Parque Provincial de Strathcona en la Isla Vancouver en Columbia Británica, Canadá.

## Historia
La montaña tiene un significado histórico en la Columbia Británica. Formó una esquina de la concesión grande de la tierra concedida a Robert Dunsmuir para financiar la construcción del ferrocarril de E y N. Un segmento del límite de esa concesión más adelante se convirtió en un límite del parque provincial de Strathcona. Cuando el primer ministro británico Richard McBride realizó una reserva para el parque, su ministro de tierras, Price Ellison, condujo una expedición para explorar la nueva reserva de parque que incluyó la primera subida de la montaña de la corona el 29 de julio de 1910. La tripulación incluyó Myrna Ellison, hija de 20 años de Ellison, quien fue la primera en pisar el pico, así como el coronel William Holmes, J. Twaddle, AL Hudson, Harry Johnson, Charles Haslam, James Hasworth y Frank Ward.